# Reichstagswahlkreis Pfalz (Bayern) 4

Die Wahlkreisaufteilung des Deutschen Reichs.

Der Reichstagswahlkreis Pfalz (Bayern) 4 war ein Wahlkreis für die Reichstagswahlen im Deutschen Reich 1868 bis 1918.

## Allgemeines
Der Reichstagswahlkreis Pfalz (Bayern) 4 (auch Reichstagswahlkreis Pirmasens-Zweibrücken genannt) umfasste die Städte Zweibrücken und Pirmasens sowie die umliegenden Bezirksämter. Der Wahlkreis hatte eine Fläche von 1268,30 Quadratkilometer und 1871 100.023 Einwohner (78,86 Einwohner/km²). 1910 betrug die Einwohnerzahl 178.147 (140,46 Einwohner/km²). Konfessionell lag der Anteil der Katholiken über dem der Protestanten. 1871 (1910) betrug der Anteil der Katholiken 55,0 % (52,5 %) und der der Protestanten 43,2 % (46,1 %). Der Wahlkreis war ländlich geprägt. 54,4 % der Einwohner lebte in Orten mit weniger als 2000 Einwohnern.

## Abgeordnete
| Wahl                         | Abgeordneter          | Partei  | Bild |
| ---------------------------- | --------------------- | ------- | ---- |
| Zollparlamentswahl 1868      | Georg Adolf Schwinn   | NLP     | 0    |
| Reichstagswahl 1871 bis 1881 | Karl Heinrich Schmidt | NLP     | 0    |
| Reichstagswahl 1881 bis 1890 | Oskar Krämer          | NLP     |      |
| Reichstagswahl 1890 bis 1898 | Eduard Adt            | NLP     |      |
| Reichstagswahl 1898 bis 1907 | Louis Leinenweber     | NLP     | 0    |
| Reichstagswahl 1907          | Heinrich Göring       | Zentrum | 0    |
| Reichstagswahl 1912          | Karl Lützel           | NLP     |      |

## Wahlen

### Zollparlamentswahl 1868
Bei der Zollparlamentswahl 1868 fanden zwei Wahlgänge statt. Die Zahl der Wahlberechtigten betrug 15.852, die Zahl der Wähler 12.274. Die Wahlbeteiligung betrug im ersten Wahlgang 77,4 %.
| Kandidat             | Partei                     | %    | Anmerkungen |   |
| -------------------- | -------------------------- | ---- | ----------- | - |
| 2 Kandidaten der NLP | NLP                        | 8199 | 66,8 %      | 0 |
| 0                    | Bayerische Patriotenpartei | 4036 | 32,9 %      | 0 |

Die Zahl der Wahlberechtigten betrug in der Stichwahl 15.852, die Zahl der Wähler 13.904. Die Wahlbeteiligung betrug 87,7 %.
| Kandidat            | Partei                     | Stimmen | in %   | Anmerkungen |
| ------------------- | -------------------------- | ------- | ------ | ----------- |
| Georg Adolf Schwinn | NLP                        | 7603    | 54,7 % | 0           |
| 0                   | Bayerische Patriotenpartei | 6289    | 45,2 % | 0           |

### Reichstagswahl 1871
Bei der Reichstagswahl 1871 fand nur ein Wahlgang statt. Die Zahl der Wahlberechtigten betrug 18.285 die Zahl der Wähler 11.985. Die Wahlbeteiligung betrug 65,5 %.
| Kandidat              | Partei                     | Stimmen | in %   | Anmerkungen |
| --------------------- | -------------------------- | ------- | ------ | ----------- |
| Karl Heinrich Schmidt | NLP                        | 7564    | 63,1 % | 0           |
| 0                     | Bayerische Patriotenpartei | 4112    | 34,4 % | 0           |

### Ergänzungswahl 1871
Bei der Ergänzungswahl 1871 fand nur ein Wahlgang statt. Die Zahl der Wahlberechtigten betrug 18.258, die Zahl der Wähler 7.137. Die Wahlbeteiligung betrug 39,0 %.
| Kandidat              | Partei                     | Stimmen | in %   | Anmerkungen |
| --------------------- | -------------------------- | ------- | ------ | ----------- |
| Karl Heinrich Schmidt | NLP                        | 6659    | 99,3 % | 0           |
| 0                     | Bayerische Patriotenpartei | 433     | 6,1 %  | 0           |

### Reichstagswahl 1874
Bei der Reichstagswahl 1874 fand nur ein Wahlgang statt. Die Zahl der Wahlberechtigten betrug 20.339, die Zahl der Wähler 17.920. Die Wahlbeteiligung betrug 88,1 %.
| Kandidat              | Partei                     | Stimmen | in %   | Anmerkungen |
| --------------------- | -------------------------- | ------- | ------ | ----------- |
| Karl Heinrich Schmidt | NLP                        | 9.308   | 52,0 % | 0           |
| 0                     | Bayerische Patriotenpartei | 8.581   | 48,0 % | 0           |

### Reichstagswahl 1877
Bei der Reichstagswahl 1877 fand nur ein Wahlgang statt. Die Zahl der Wahlberechtigten betrug 22.014, die Zahl der Wähler 18.033. Die Wahlbeteiligung betrug 82,0 %.
| Kandidat              | Partei                     | Stimmen | in %   | Anmerkungen |
| --------------------- | -------------------------- | ------- | ------ | ----------- |
| Karl Heinrich Schmidt | NLP                        | 9.234   | 51,2 % | 0           |
| 0                     | Bayerische Patriotenpartei | 8.319   | 46,1 % | 0           |
| 0                     | Sonstige                   | 476     | 2,7 %  | 0           |

### Reichstagswahl 1878
Bei der Reichstagswahl 1878 fanden zwei Wahlgänge statt. Die Zahl der Wahlberechtigten im ersten Wahlgang betrug 22.219, die Zahl der Wähler 17.248. Die Wahlbeteiligung betrug 77,8 %.
| Kandidat              | Partei                     | Stimmen | in %   | Anmerkungen |
| --------------------- | -------------------------- | ------- | ------ | ----------- |
| Karl Heinrich Schmidt | Fortschrittspartei         | 8347    | 48,4 % | 0           |
| 0                     | Bayerische Patriotenpartei | 8031    | 46,5 % | 0           |
| 0                     | Sonstige                   | 856     | 5,0 %  | 0           |

In der Stichwahl betrug die Zahl der Wähler 19.472. Die Wahlbeteiligung betrug 87,9 %.
| Kandidat              | Partei        | Stimmen | in %   | Anmerkungen |
| --------------------- | ------------- | ------- | ------ | ----------- |
| Karl Heinrich Schmidt | NLP           | 10.042  | 51,6 % | 0           |
| 0                     | Linksliberale | 9.430   | 48,6 % | 0           |

### Reichstagswahl 1881
Bei der Reichstagswahl 1881 fand ein Wahlgang statt. Die Zahl der Wahlberechtigten betrug 21.560, die Zahl der Wähler 13.245. Die Wahlbeteiligung betrug 61,6 %.
| Kandidat     | Partei                     | Stimmen | in %   | Anmerkungen |
| ------------ | -------------------------- | ------- | ------ | ----------- |
| Oskar Krämer | NLP                        | 7610    | 57,5 % | 0           |
| 0            | Bayerische Patriotenpartei | 5605    | 42,3 % | 0           |

### Reichstagswahl 1884
Bei der Reichstagswahl 1884 fand nur ein Wahlgang statt. Die Zahl der Wahlberechtigten betrug 21.742, die Zahl der Wähler 17.011. Die Wahlbeteiligung betrug 78,4 %.
| Kandidat     | Partei                     | Stimmen | in %   | Anmerkungen |
| ------------ | -------------------------- | ------- | ------ | ----------- |
| Oskar Krämer | NLP                        | 8911    | 52,4 % | 0           |
| 0            | Linksliberale              | 69      | 0,4 %  | 0           |
| 0            | Bayerische Patriotenpartei | 8015    | 47,1 % | 0           |

### Reichstagswahl 1887
Bei der Reichstagswahl 1887 fand nur ein Wahlgang statt. Die Zahl der Wahlberechtigten betrug 22.897, die Zahl der Wähler 20.755. Die Wahlbeteiligung betrug 90,9 %.
| Kandidat     | Partei  | Stimmen | in %   | Anmerkungen |
| ------------ | ------- | ------- | ------ | ----------- |
| 0            | SPD     | 27      | 0,1 %  | 0           |
| Oskar Krämer | NLP     | 11.458  | 55,2 % | 0           |
| 0            | Zentrum | 9264    | 44,7 % | 0           |

### Reichstagswahl 1890
Bei der Reichstagswahl 1890 fand ein Wahlgang statt. Die Zahl der Wahlberechtigten betrug 23.589, die Zahl der Wähler 19.168. Die Wahlbeteiligung betrug 81,5 %.
| Kandidat     | Partei        | Stimmen | in %   | Anmerkungen                       |
| ------------ | ------------- | ------- | ------ | --------------------------------- |
| Ludwig Meyer | SPD           | 1995    | 10,4 % | Schuhmacher aus Pirmasens         |
| Eduard Adt   | NLP           | 9645    | 50,3 % | 0                                 |
| 0            | Linksliberale | 137     | 0,7 %  | 0                                 |
| Jakob Reeb   | Zentrum       | 7364    | 38,4 % | Gymnasialprofessor in Zweibrücken |

### Reichstagswahl 1893
Bei der Reichstagswahl 1893 fanden zwei Wahlgänge statt. Die Zahl der Wahlberechtigten beim ersten Wahlgang betrug 25.098, die Zahl der Wähler 20.485. Die Wahlbeteiligung betrug 81,6 %.
| Kandidat        | Partei        | Stimmen | in %   | Anmerkungen                    |
| --------------- | ------------- | ------- | ------ | ------------------------------ |
| Karl Höltermann | SPD           | 1845    | 9,0 %  | Zuschneider aus Pirmasens      |
| Eduard Adt      | NLP           | 9504    | 46,5 % | 0                              |
| Fritz Wolf      | Linksliberale | 771     | 3,8 %  | Praktischer Arzt in Wachenheim |
| Jakob Reeb      | Zentrum       | 8296    | 40,6 % | 0                              |

Bei der Stichwahl betrug die Zahl der Wähler 22.788. Die Wahlbeteiligung betrug 90,8 %.
| Kandidat   | Partei  | Stimmen | in %   | Anmerkungen |
| ---------- | ------- | ------- | ------ | ----------- |
| Eduard Adt | NLP     | 11.855  | 52,1 % | 0           |
| Jakob Reeb | Zentrum | 10.878  | 47,9 % | 0           |

### Reichstagswahl 1898
Bei der Reichstagswahl 1898 fanden zwei Wahlgänge statt. Die Zahl der Wahlberechtigten beim ersten Wahlgang betrug 30.610, die Zahl der Wähler 21.483. Die Wahlbeteiligung betrug 76,6 %.
| Kandidat             | Partei        | Stimmen | in %   | Anmerkungen                 |
| -------------------- | ------------- | ------- | ------ | --------------------------- |
| Franz Wilhelm Wenzel | SPD           | 2865    | 13,4 % | Buchdrucker in Ludwigshafen |
| Louis Leinenweber    | NLP           | 9119    | 42,6 % | 0                           |
| Reinhard Schmidt     | Linksliberale | 160     | 0,7 %  | Fabrikant in Elberfeld      |
| Jakob Reeb           | Zentrum       | 9259    | 43,2 % | 0                           |

Bei der Stichwahl betrug die Zahl der Wähler 25.049. Die Wahlbeteiligung betrug 89,3 %.
| Kandidat          | Partei  | Stimmen | in %   | Anmerkungen |
| ----------------- | ------- | ------- | ------ | ----------- |
| Louis Leinenweber | NLP     | 12.622  | 50,5 % | 0           |
| Jakob Reeb        | Zentrum | 12.350  | 49,5 % | 0           |

### Reichstagswahl 1903
Bei der Reichstagswahl 1903 fanden zwei Wahlgänge statt. Die Zahl der Wahlberechtigten beim ersten Wahlgang betrug 31.737, die Zahl der Wähler 28.142. Die Wahlbeteiligung betrug 88,7 %.
| Kandidat              | Partei  | Stimmen | in %   | Anmerkungen             |
| --------------------- | ------- | ------- | ------ | ----------------------- |
| Ludwig Philipp Keidel | SPD     | 5323    | 19,0 % | 0                       |
| Louis Leinenweber     | NLP     | 10.866  | 38,7 % | 0                       |
| Jakob Reeb            | Zentrum | 11.471  | 40,8 % | 0                       |
| Adam Schneider        | BdL     | 411     | %      | Landwirt in Rittersdorf |

Bei der Stichwahl betrug die Zahl der Wähler 28.773. Die Wahlbeteiligung betrug 90,7 %.
| Kandidat          | Partei  | Stimmen | in %   | Anmerkungen |
| ----------------- | ------- | ------- | ------ | ----------- |
| Jakob Reeb        | Zentrum | 13.032  | 45,7 % | 0           |
| Louis Leinenweber | NLP     | 15.465  | 54,3 % | 0           |

### Reichstagswahl 1907
Bei der Reichstagswahl 1907 fanden zwei Wahlgänge statt. Die Zahl der Wahlberechtigten beim ersten Wahlgang betrug 33.667, die Zahl der Wähler 30.493. Die Wahlbeteiligung betrug 90,6 %.
| Kandidat              | Partei  | Stimmen | in %   | Anmerkungen |
| --------------------- | ------- | ------- | ------ | ----------- |
| Ludwig Philipp Keidel | SPD     | 5720    | 18,8 % | 0           |
| Louis Leinenweber     | NLP     | 12.224  | 40,2 % | 0           |
| Heinrich Göring       | Zentrum | 12.467  | 41,0 % | 0           |

Bei der Stichwahl betrug die Zahl der Wähler 31.473. Die Wahlbeteiligung betrug 93,5 %.
| Kandidat          | Partei  | Stimmen | in %   | Anmerkungen |
| ----------------- | ------- | ------- | ------ | ----------- |
| Louis Leinenweber | NLP     | 14.685  | 46,9 % | 0           |
| Heinrich Göring   | Zentrum | 16.630  | 53,1 % | 0           |

### Reichstagswahl 1912
Bei der Reichstagswahl 1912 fanden zwei Wahlgänge statt. Die Zahl der Wahlberechtigten beim ersten Wahlgang betrug 36.564, die Zahl der Wähler 32.620. Die Wahlbeteiligung betrug 89,2 %.
| Kandidat              | Partei  | Stimmen | in %   | Anmerkungen |
| --------------------- | ------- | ------- | ------ | ----------- |
| Ludwig Philipp Keidel | SPD     | 8564    | 26,4 % | 0           |
| Karl Lützel           | NLP     | 10.958  | 33,7 % | 0           |
| Heinrich Göring       | Zentrum | 11.722  | 36,1 % | 0           |
| Adam Schneider        | BdL     | 1248    | 3,8 %  | 0           |

Bei der Stichwahl betrug die Zahl der Wähler 32.871. Die Wahlbeteiligung betrug 89,0 %.
| Kandidat        | Partei  | Stimmen | in %   | Anmerkungen |
| --------------- | ------- | ------- | ------ | ----------- |
| Karl Lützel     | NLP     | 18.621  | 57,0 % | 0           |
| Heinrich Göring | Zentrum | 14.003  | 43,0 % | 0           |